# Миллс, Дэвид (североирландский футболист)
Дэвид Миллс (англ. David Mills; 13 августа 1965, Драманесс, Даун — 30 сентября 2012, Баллинахинч, Даун) — североирландский футбольный полузащитник.

## Биография

### Карьера футболиста
Дэвид начинал карьеру футболиста в клубе из своего родного города — «Драманесс Миллс», откуда в 1983 году его пригласил в «Гленторан» тренер Ронни Макфолл. Дебют Миллса в первой команде состоялся в сезоне 1984/85, тогда же он забил свой единственный гол за все 24 игры в составе «Гленс»: 17 мая 1985 года в победном финале Кубка графства Антрим против «Крузейдерс» (2:1).
С сезона 1987/88 Миллс начал выступать за «Портадаун», возглавляемый всё тем же Макфоллом. В составе «Портс» он провёл около 150 игр, в которых забил 15 голов, выиграв, среди прочего, два чемпионских титула (1989/90, 1990/91) и Кубок страны в сезоне 1990/91, став одним из соавторов «золотого дубля» с 34 играми в том сезоне.
В сезоне 1994/95 Дэвид присоединился к «Лисберн Дистиллери», но, сыграв 8 игр за новый клуб, завершил карьеру игрока.

### После футбола
После своей футбольной карьеры Миллс занимался бизнесом в сфере живописи и декора.

### Смерть
В ночь на 30 сентября 2012 года Дэвид был избит до неузнаваемости своим троюродным братом у ресторана быстрого обслуживания в Баллинахинче, от полученных травм скончался утром в госпитале.

## Достижения
Как игрока «Гленторана»:
- Чемпионат Северной Ирландии:
  - Третье место: 1984/85
- Кубок Северной Ирландии:
  - Победитель: 1984/85, 1985/86, 1986/87
- Золотой кубок Северной Ирландии:
  - Победитель: 1986/87
  - Финалист: 1984/85
- Кубок графства Антрим:
  - Победитель: 1984/85, 1986/87